# Lidový spisovatel Běloruska
Lidový spisovatel Běloruska (bělorusky Народны пісьменнік Беларусі) je běloruský čestný titul. Udílen je spisovatelům za vynikající zásluhy o rozvoj běloruské literatury.

## Historie a pravidla udílení
Tento čestný titul byl založen prezidiem Nejvyššího sovětu Běloruské SSR dne 27. března 1956. Udílen byl za speciální zásluhy o rozvoj běloruské literatury a za vytvoření vysoce ceněného díla, které významně přispělo k rozvoji literatury a získalo uznání veřejnosti. Od roku 1994 je udílen prezidentem Běloruské republiky.

## Nositelé
1. Kandrat Krapiva (1896–1991), 1956
2. Mihail Lynkou (1899–1975), 1962
3. Ivan Melež (1921–1976), 1972
4. Ivan Šamjakin (1921–2004), 1972
5. Andrej Makajonok (1920–1982), 1977
6. Vasil Bykav (1924–2003), 1980
7. Janka Bryl (1917–2006), 1981
8. Ivan Čygrynau (1934–1996), 1994[3]
9. Ivan Navumenka (1925–2006), 1995[2]